# Hands to Myself
"Hands to Myself" é uma canção da artista musical estadunidense Selena Gomez, gravada para o seu segundo álbum de estúdio Revival (2015). Foi composta por Mattman & Robin, Max Martin, Justin Tranter e Julia Michaels, e produzida pelos três primeiros — os quais também encarregaram-se da produção vocal. Uma das oito músicas compostas por Tranter e Michaels para o disco, a faixa foi desenvolvida para acrescentar uma perspectiva nova e feminina ao projeto. Ao contrário das obras anteriores, as quais foram recebidas pela cantora através da Interscope Records, esta foi elaborada com a presença de Gomez no estúdio, pois ela sentiu que possuía semelhanças emocionais com Michaels. Apesar do desejo da gravadora de que o produto já estivesse em processo de mixagem, eles tiveram quatro dias extras para se encontrarem em estúdio e gravaram uma demo produzida por Mattman & Robin que foi posteriormente enviada para o sueco Max Martin — o qual acrescentou efeitos vocais e realizou pequenos ajustes.
Descrita pela cantora como "um lindo acidente" e "provavelmente a melhor do álbum", "Hands to Myself" foi lançada oficialmente como o terceiro single do disco em 26 de janeiro de 2016, dia no qual foi enviada para rádios mainstream estadunidenses. Penúltima faixa a ser concluída para o álbum, é uma canção derivada dos gêneros dance-pop e synthpop movimentada com instrumentação que inclui palmas, baixo, sintetizadores, piano, bateria, um riff de guitarra obscuro reminiscente ao de "Where Is My Mind?", de Pixies, e percussão ligeiramente saltitante — inspirada por um copo que Michaels estava batendo durante a sessão de elaboração da obra. Gomez utiliza seus vocais mais altos para o belting e também seus vocais ofegantes e baixos em uma oitava acima de um sussurro. Liricamente, o número possui como temas a sedução e o flerte, tratando também de encontrar o amor através de situações boas e ruins.
"Hands to Myself" foi apreciada por críticos musicais, que elogiaram sua produção e suas letras atípicas, bem como a performance vocal versátil de Gomez. Alguns deles também deram ênfase ao trecho "Até poderia, mas por que iria querer?", citando-o como um dos melhores momentos na música pop em 2015, e também selecionaram a canção como uma das melhores do ano. Comercialmente, obteve um desempenho positivo, listando-se nas vinte primeiras colocações em tabelas musicais de vários países, como Austrália, Bélgica, Canadá, Dinamarca, Nova Zelândia — onde tornou-se o mais bem sucedido da artista até o momento —, Noruega e Suécia. Nos Estados Unidos, atingiu a sétima colocação como melhor na Billboard Hot 100 durante a semana na qual "Same Old Love" também estava entre as dez melhores, e converteu-se no terceiro número um da cantora na genérica Pop Songs.
O vídeo musical correspondente foi dirigido por Alek Keshishian e estreou em 21 de novembro de 2015 exclusivamente na plataforma de streaming Apple Music, sendo lançado na Vevo dois meses depois. As cenas retratam Gomez como uma fã de um ator de Hollywood, e invade a casa dele. Quando este chega ao local, ela é presa e, depois da prisão, é revelado que os fatos ocorridos eram parte de um filme estrelado por ambos. Críticos avaliaram o trabalho positivamente, elogiando sua cinematografia e a aparência de Gomez, descrevendo-o como o seu vídeo mais sensual e revelador até o momento. Para a divulgação de "Hands to Myself", a intérprete cantou-a no evento de moda Victoria's Secret Fashion Show e no humorístico Saturday Night Live incluindo-a também no repertório da Jingle Ball Tour promovida pela iHeartRadio. A composição também foi dublada pelas modelos da Victoria's Secret em um vídeo feito em promoção ao evento da marca, usada em um comercial do Beats Pill — o qual também serviu como uma prévia do vídeo musical —, aparelho desenvolvido Beats Electronics, e regravada pelo australiano Troye Sivan.

## Antecedentes e desenvolvimento
Em junho de 2014, foi divulgado pelo portal Mstarz que Gomez lançaria no final daquele ano um álbum de grandes êxitos, que iria tornar-se seu último trabalho com a Hollywood Records. Em setembro seguinte, o Hits Daily Double noticiou que a cantora havia assinado um novo contrato com John Janick, chefe da Interscope Records, após sete anos com sua antiga gravadora. Na época, ela já tinha vendido mais de 2.8 milhões de álbuns e 18.1 milhões de singles somente nos Estados Unidos, incluindo seus discos com a banda Selena Gomez & the Scene. O contrato foi confirmado pela intérprete apenas no dia 13 de dezembro daquele ano, através de seu Instagram. Seu último lançamento com a Hollywood foi For You, álbum de grandes êxitos distribuído em 24 do mês anterior. Com isso, a musicista começou a trabalhar na criação de seu segundo álbum de estúdio. O primeiro single do novo CD, "Good for You", foi distribuído em 22 de junho de 2015, após uma grande divulgação por parte da artista. Depois, ela anunciou que a obra seria intitulada Revival e chegaria às lojas em 9 de outubro daquele ano. Outra música, "Same Old Love", serviu como o segundo single do produto, com "Me & the Rhythm" sendo lançada promocionalmente.
"Hands to Myself" é uma das oito canções compostas por Julia Michaels para Revival. Inicialmente, Michaels enviou algumas de suas obras para Gomez através da Interscope Records. Contudo, a cantora decidiu se encontrar com a compositora pessoalmente, deduzindo pelas letras que ambas possuíam similaridades emocionais. De acordo com Michaels, a musicista disse-lhe: "Eu sinto que você está passando pelo mesmo que eu, porque tudo que sinto você escreve. É uma parte muito grande da minha vida que é até assustadora". Como resultado, as duas começaram a trabalhar com o colaborador de longa data de Michaels, Justin Tranter. Michaels explicou que foi sua primeira colaboração com um artista da indústria musical; anteriormente, ela apenas escrevia as canções e as enviava para as gravadoras. Tranter viu a colaboração como "definitivamente uma combinação de pessoas querendo sair no lucro".  Penúltima faixa a ser gravada para o disco, "Hands to Myself" foi descrita por Gomez como um "lindo acidente" e "provavelmente a melhor do álbum". Após o sucesso de "Good for You", também desenvolvida pelo trio, ela decidiu trabalhar com Michaels e Tranter por quatro dias extras, mesmo com a Interscope querendo que o disco já estivesse em processo de mixagem. Antes do começo das sessões, a cantora sentiu já ter explorado todos os temas que desejava em Revival, mas queria material adicional que fosse novo em uma perspectiva feminina.
A composição da música começou com o gancho "Não consigo me segurar", que foi gravado por Michaels pelo celular enquanto Selena o cantava no carro. Em seguida, Gomez perguntou a Tranter e Robin Fredriksson, do duo de produção Mattman & Robin: "Isso é estúpido? Acho que poderia ficar bem legal". Mais tarde, a compositora sugeriu à cantora que a canção tivesse um som reminiscente ao do artista Prince, o qual a estadunidense concordou com entusiasmo. Michaels também estava batendo um copo na mesa durante a sessão, o que inspirou um som semelhante na produção da música. Outro trecho, "O seu gim com suco em metáfora". foi uma linha que Tranter tentou usar em outras "mil canções". O trio gravou uma demo em um dia sob a produção de Mattman & Robin, que sugeriram para a vocalista enviá-la ao produtor sueco Max Martin, para que este desse maior produção vocal. Inicialmente insegura, Gomez aceitou a sugestão. Martin respondeu-a imediatamente pelo FaceTime, descrevendo a canção como a melhor que havia ouvido no ano todo. Ele incluiu ad libs e ganchos vocais no final do refrão, ajustando também seu pré-refrão. A gravação de "Hands to Myself" ocorreu nos estúdios Wolf Cousins Studios em Estocolmo e Interscope Studios em Santa Mônica, Califórnia.

## Composição
"Hands to Myself" é uma canção movimentada derivada dos gêneros dance-pop e synthpop, com duração de três minutos e vinte segundos (3:20). Inicia-se com um fundo mínimo e uma batida esparsa e pulsante. Seu instrumental é trabalhado com o uso de bateria, baixo, palmas, percussão ligeiramente saltitante, sintetizadores, guitarra e piano. Em seguida, a batida é pressionada e mudada conforme um riff obscuro de guitarra reminiscente ao de "Where Is My Mind?", da banda Pixies, é tocado por baixo dela. Usando sua voz mais baixa e vocais ofegantes, Gomez canta em uma oitava acima de um sussurro, abrangendo sua voz entre as notas de si bemol maior3 e dó5 e proferindo sua enunciação com uma sequência de sílabas consecutivas em "Não-con-sigo-me-se-gu-rar".
No pré-refrão, a canção apresenta um som de "pop tribal" com piano e sintetizadores sendo proeminentemente empregados. Gomez expande seu alcance vocal usando o belting nas linhas "Porque todos os altos e baixos / Fazem amor uns com os outros / E eu estou tentando / Tentando, tentando, tentando". No refrão, ela é acompanhada por vocais de apoio ofegantes, fornecidos por Michaels. Antes do refrão final, a música é cortada e a intérprete canta "Até poderia, mas por que iria querer?". desacompanhada, em uma sequência melódica. A faixa termina em uma dinâmica musical efervescente, com a voz da artista alternando-se entre diferentes suspiros. De acordo com a partitura publicada pela Kobalt Music Publishing America no Musicnotes.com, "Hands to Myself" foi composta no tom de mi bemol maior maior, com um ritmo moderado de 111 batidas por minuto. Apresenta uma sequência básica de acordes formada por mi bemol, sol menor, dó menor e si bemol maior como sua progressão harmônica, com os vocais da artista abrangendo-se entre as notas si bemol maior3 e dó maior5.
Liricamente, "Hands to Myself" é uma canção audaciosa que trata da sedução e do flerte, falando também sobre encontrar amor através de situações boas e ruins. Sam Wolf, da revista Vice, opinou que, em uma primeira audição, as letras sugerem que a faixa seja uma típica canção sobre desejo sexual, mas uma "tendência mais obscura" se torna aparente; ele explicou: "Há duas narrativas em jogo — uma verdade superficial e outra mais hostil". De acordo  com Wolfson, o trecho "Todos os altos e baixos" implica um relacionamento afetado por drogas e saúde mental, posteriormente manifestados na linha "Os médicos dizem que você não faz bem". Spencer Kornhaber, periodista do The Atlantic, observou que a frase "O seu gim com suco em metáfora" "repreende a ideia de que [pessoas da] geração Y como Gomez, de 23 anos de idade, não entendem o significado de 'literal'; é uma descrição redundante, já que é pouco provado que ela está falando sobre um coquetel; e é mais uma prova da grande influência do gangsta rap de Long Beach".

## Vídeo musical

### Desenvolvimento e lançamento
O vídeo musical de "Hands to Myself" foi dirigido por Alek Keshishian e filmado em Hollywood Hills, Califórnia. Christopher Mason, da Wilhelmina Models, interpreta o interesse amoroso de Gomez no trabalho. Ela e Keshishian já haviam se encontrado socialmente diversas vezes, porém a gravação audiovisual marcou a primeira vez em que eles trabalharam juntos. A cantora escolheu Keshishian inspirada por seu trabalho no documentário Na Cama com Madonna (1991), da compatriota Madonna. Ele explicou: "Eu sempre quero encontrar uma maneira diferente de ver uma celebridade. [E] a cabeça da Selena estava no mesmo lugar". Ele sentiu ser importante incorporar atenção detalhada para visuais como Gomez usando um anel de casamento, para retratá-la como uma perseguidora que pensa ser casada com Mason, e o armário extravagante do modelo para retratá-lo como rico e bem sucedido. A intérprete usou uma lingerie da coleção de roupas íntimas da Emporio Armani. Falando sobre as filmagens, Keshishian disse: "Nós filmamos com uma dublê e [Gomez] apareceu em seguida, e isso seria uma cena ao vivo com ela. Ela é muito boa nisso". Gomez quis retratar a sensação que as pessoas têm quando sentem desejo sexual e obsessão por alguém, retratando-a no enredo do vídeo e em sua reviravolta. Ela explicou o conceito detalhadamente:
| “ | Eu queria que a ideia parecesse como se fossem duas versões de estar nesta fantasia. Acho que todo mundo pode ter esses momentos quando estão sonhando em como suas vidas poderiam ser, especialmente garotas apaixonadas. Estar obcecada com a ideia, e você não pode se controlar porque é isso que você quer, não importa o que seja. (...) Você tem essas imagens do que as pessoas acham o que é o amor. É teatral, é como se estivesse em um filme. E tudo que você acaba vendo termina nessa falsa realidade em ambos os finais. É isso que eu queria que parecesse. | ” |

Gomez fez uma parceria com a Beats Electronics para o vídeo de "Hands to Myself", promovendo a caixa de som portátil Beats Pill. Ela compartilhou uma prévia de 30 segundos do projeto em seu Facebook no dia 7 de dezembro de 2015. O trecho apresentou fortemente o aparelho e serviu também como um comercial da Beats Electronic para o produto. Em 17 do mesmo mês, a cantora divulgou duas imagens do vídeo em seu Instagram, lançando uma segunda prévia no dia seguinte. O vídeo musical estreou exclusivamente na plataforma de streaming Apple Music em 21 de dezembro de 2015, assim como ocorrido com o de "Same Old Love", single anterior, sendo disponibilizado para compra na iTunes Store três dias depois. Permaneceu na Apple Music por quase um mês, sendo postado na Vevo da intérprete em 20 de janeiro de 2016.

### Sinopse

Uma das cenas consideradas de maior destaque do vídeo, na qual Gomez imagina uma cena de amor entre ela e Mason.

No vídeo, Mason interpreta um ator e Gomez dá vida à sua perseguidora. A gravação começa com ela sendo vista algemada e contorcendo-se em uma cama, usando um anel de casamento, uma peruca e um roupão preto de seda. Cenas de mapas marcados e uma colagem de Mason em uma parede são mostradas. Gomez, em seguida, invade a cobertura moderna do ator com a intenção de ter uma fantasia sexual com ele. Ao chegar, ela tira o roupão e usa apenas saltos-altos e uma lingerie preta formada por um sutiã e uma calcinha de cintura alta. Ela abre o armário coordenado por cores de Mason e usa uma de suas camisas. Dançando vestida com a peça, a cantora passa a cheirar a água-de-colônia do ator.
Em seguida, Gomez é vista contorcendo-se e acariciando-se na cama do ator, enquanto imagina uma cena de amor com ele. Em outro seguimento, ela toma um banho quente, imaginando-o em um chuveiro. A artista também assiste a uma maratona de filmes estrelados por Mason. Cansada, ela volta para a cama em um lençol, com o pôster de um filme intitulado The Obsession, estrelado pelo ator, sendo apresentado em uma parede próxima escada. Enquanto a cantora dorme em sua cama, Mason chega em casa e percebe que algo está errado. Ele chama a polícia, que chega ao local e prende Gomez. Em uma reviravolta, o vídeo termina mostrando os eventos precedentes, com Gomez e Mason abraçando-se no sofá enquanto assistem a um filme chamado Hands to Myself no qual eles interpretaram os protagonistas.

### Recepção
De acordo com a Next Big Sound, o lançamento do vídeo musical resultou em 180 mil menções de Gomez no Twitter durante a semana de 27 de dezembro de 2015 — um aumento de 46% em relação à semana anterior. Colin Stutz, da Billboard, escreveu: "De longe, não é sua história de amor comum, e é provavelmente o mais sensual que vimos de Gomez até agora". Ambas Lauren Alex Fisher, da Harper's Bazaar, e Kelly McClure, da revista Maxim, consideraram-no o vídeo mais sensual da artista, com a primeira comparando-o ao filme Fifty Shades of Grey (2015). Escrevendo para a People, Nick Maslow avaliou que a gravação é "sem dúvida a oferta mais reveladora de Gomez até a data". Daniel Barna, da publicação Nylon, declarou que a musicista "parece mais sensual e segura do que nunca". Lewis Corner, do portal britânico Digital Spy, opinou que a gravação era "apropriadamente sedutora" e descreveu-a como "a mais atrevida" da artista até então. Madeline Roth, da MTV News, escreveu que "ser uma criminosa nunca foi tão bom" e considerou "hábil" a reviravolta no enredo.
Redator da Complex, Chris Mench opinou que o vídeo é "um espetáculo". Sean Fitz-Gerald, da revista Vulture, definiu-o como "muito cinematográfico e sinuoso", comparando-o ao filme The Gift (2015). Meghan Overdeep, da InStyle, comentou: "Gomez possui uma personalidade [no vídeo] que não poderia estar mais longe de seus dias em Barney & Friends e, nossa... ela está muito bonita!". Brennan Carley, da Spin, o adjetivou de "um terror psicopata sensual" e viu seu lançamento exclusivo na Apple Music como "uma jogada inteligente"; ele opinou que sua exclusividade foi bem-programada, considerando o sucesso de "Same Old Love" na época, e sentiu que tal ajudaria a construir "burburinho generalizado" para "Hands to Myself". Tessa Berenson, da publicação Time, achou o projeto "um pouco assustador".

## Divulgação e outras versões
A primeira apresentação televisiva de "Hands to Myself" ocorreu no Victoria's Secret Fashion Show de 2015, que foi realizado em 8 de dezembro daquele ano. A faixa foi interpretada em um medley com "Me & My Girls", com a artista rodeada de catorze dançarinas de fundo. A performance foi coreografada por Jermaine Browne. A canção também fez parte do repertório de Gomez durante a Jingle Ball Tour 2015, excursão promovida pela iHeartRadio que ocorreu em dezembro de 2015. Ao ser a convidada musical do Saturday Night Live em 23 de janeiro de 2016, a cantora dançou a música em uma cama. A apresentação foi iniciada com ela e um dançarino deitados enquanto ele a tocava e dançava ao seu redor. Depois disso, uma mulher apareceu e juntou-se aos dois.
No dia 1º de dezembro de 2015, as Angels da Victoria's Secret lançaram um vídeo promocional dublando "Hands to Myself". O cantor australiano Troye Sivan realizou sua própria versão da obra em um medley com "Sorry" (2015), do canadense Justin Bieber, em um vídeo gravado para o canal no YouTube do The Tonight Show Starring Jimmy Fallon. A edição foi publicada em 21 de dezembro de 2015. A banda DNCE também realizou uma regravação da composição para o programa Live Lounge da BBC Radio 1, a qual foi divulgada em 21 de abril de 2016 e descrita pela MTV News como "vibrante".

## Faixas e formatos
| Download digital |                   |         |  |
| N.º              | Título            | Duração |  |
| 1.               | "Hands to Myself" | 3:20    |  |

| Extended play (EP) digital de remixes |                                       |         |  |
| N.º                                   | Título                                | Duração |  |
| 1.                                    | "Hands to Myself" (Betablock3r Remix) | 5:16    |  |
| 2.                                    | "Hands to Myself" (Fareoh Remix)      | 3:01    |  |
| 3.                                    | "Hands to Myself" (KANDY Remix)       | 3:18    |  |

## Créditos
Todo o processo de elaboração de "Hands to Myself" atribui os seguintes créditos:
Gravação
- Gravada em 2015 nos Wolf Cousins Studios (Estocolmo) e Interscope Studios (Santa Mônica, Califórnia)
- Mixada nos MixStar Studios (Virginia Beach, Virginia)
- Masterizada nos Sterling Sound (Nova Iorque)
- Publicada pelas empresas Justin's School for Girls (BMI) e Warner-Tamerlane Publishing Corp. (BMI)
- Direitos administrados pelas empresas Warner-Tamerlane Publishing Corp. (BMI) e Thanks for the Songs Richard (BMI)
- Todos os direitos pertencem às empresas Thanks for the Songs Richard (BMI) — administrada pela Warner-Tamerlane Publishing Corp. —, Ma-Jay Publishing/Wolf Cousins/Warner Chappell Music Scandinavia (STIM) e MXM — administrada pela Kobalt (ASCAP)

Produção
| - Selena Gomez: vocalista principal - Justin Tranter: composição - Julia Michaels: composição, vocalista de apoio - Mattman & Robin: composição, produção, produção vocal, programação, guitarra, bateria, percussão, piano, sintetizadores, baixo, gravação | - Max Martin: composição, produção vocal, sintetizadores, percussão - Juan Carlos Torrado: assistência de gravação - Serban Ghenea: mixagem - John Hanes: engenharia de mixagem - Chris Gehringer: masterização |

## Desempenho nas tabelas musicais
| Tabela musical (2015–16)                               | Melhor posição |
| ------------------------------------------------------ | -------------- |
| África do Sul (Entertainment Monitoring Africa)        | 9              |
| Alemanha (Media Control Charts)                        | 52             |
| Austrália (ARIA Charts)                                | 13             |
| Áustria (Ö3 Austria Top 40)                            | 37             |
| Bélgica (Ultratop 50 de Flandres)                      | 50             |
| Bélgica (Ultratip da Valônia)                          | 3              |
| Canadá (Canadian Hot 100)                              | 5              |
| Dinamarca (Tracklisten)                                | 22             |
| Escócia (The Official Charts Company)                  | 8              |
| Eslováquia (IFPI Slovenská Republika)                  | 34             |
| Estados Unidos (Billboard Hot 100)                     | 7              |
| Estados Unidos (Pop Songs)                             | 1              |
| Estados Unidos (Adult Pop Songs)                       | 13             |
| Estados Unidos (Hot Dance Club Songs)                  | 38             |
| Estados Unidos (Hot Adult Contemporary Tracks)         | 23             |
| França (Syndicat National de l'Édition Phonographique) | 118            |
| Irlanda (Irish Recorded Music Association)             | 24             |
| Itália (Federazione Industria Musicale Italiana)       | 38             |
| Noruega (VG-lista)                                     | 18             |
| Nova Zelândia (NZ Top 40 Singles)                      | 5              |
| Países Baixos (MegaCharts)                             | 32             |
| Reino Unido (UK Singles Chart)                         | 14             |
| Chéquia (IFPI Česká Republika)                         | 37             |
| Suécia (Sverigetopplistan)                             | 20             |
| Suíça (Schweizer Hitparade)                            | 40             |
| Venezuela (Record Report)                              | 9              |

| País (Empresa)             | Certificação |
| -------------------------- | ------------ |
| Austrália (ARIA)           | Platina      |
| Canadá (Music Canada)      | Platina      |
| Dinamarca (IFPI Dinamarca) | Ouro         |
| Estados Unidos (RIAA)      | 2× Platina   |
| Itália (FIMI)              | Platina      |
| Nova Zelândia (RMNZ)       | Platina      |
| Reino Unido (BPI)          | Ouro         |
| Suécia (GLF)               | Platina      |

## Histórico de lançamento
| País           | Data                    | Formato           | Gravadora  |
| -------------- | ----------------------- | ----------------- | ---------- |
| Estados Unidos | 26 de janeiro de 2016   | Rádios mainstream | Interscope |
| Estados Unidos | 16 de fevereiro de 2016 | Rádios rhythmic   | Interscope |
| Itália         | 4 de março de 2016      | Rádios mainstream | Universal  |
| Brasil         | 4 de março de 2016      | EP digital        | Interscope |